# تاكايا سوغاساوا
تاكايا سوغاساوا هو لاعب كرة قدم ياباني في مركز الوسط، ولد في 15 نوفمبر 1987 في تشيبا في اليابان. لعب مع نادي ألبيريكس نيغاتا.

## وصلات خارجية
- تاكايا سوغاساوا على موقع قاعدة بيانات كرة القدم.إي يو (الإنجليزية)
- تاكايا سوغاساوا على موقع Soccerway.com (الإنجليزية)